# Daisuke Sakai (Fußballspieler)
Sakai Daisuke (jap. 坂井 大将, Sakai Daisuke; * 18. Januar 1997 in der Präfektur Nagasaki) ist ein japanischer Fußballspieler.

## Karriere

### Verein
Sakai erlernte das Fußballspielen in der Jugendmannschaft von Ōita Trinita. Hier unterschrieb er 2014 auch seinen ersten Profivertrag. Der Verein spielte in der zweiten japanischen Liga, der J2 League. Am Ende der Saison 2015 stieg der Verein in die dritte Liga ab. 2016 wurde er mit dem Verein Meister der dritten Liga und stieg direkt wieder in die zweite Liga auf. Von August 2017 bis Januar 2018 wurde er an den belgischen Verein AFC Tubize nach Tubize ausgeliehen. Die Saison 2018 wurde er an den Zweitligisten Albirex Niigata nach Niigata verliehen. 2019 kehrte er nach Ōita Trinita zurück. Im Juni 2019 wurde er an den in der dritten Liga spielenden Thespakusatsu Gunma ausgeliehen. Mit dem Klub aus Kusatsu wurde man Vizemeister und stieg somit in die zweite Liga auf. Gainare Tottori, ein Drittligist aus der Präfektur Tottori, lieh ihn die Saison 2020 aus. Nach der Leihe kehrte er zu Ōita zurück. Hier wurde sein Vertrag nicht verlängert. Im Mai 2015 wechselte er nach Thailand. Hier unterschrieb er einen Vertrag beim Samut Prakan City FC. Der Verein aus Samut Prakan spielte in der ersten Liga des Landes, der Thai League. Am Ende der Saison 2021/22 belegte er mit Samut Prakan den vorletzten Tabellenplatz und musste somit in die zweite Liga absteigen. Für Samut bestritt er 28 Ligaspiele. Nach dem Abstieg verließ er den Verein und schloss sich dem Zweitligisten Customs United FC an. Mit dem Verein aus Samut Prakan wurde man am Ende der Saison 2022/23 Tabellendritter und qualifizierte sich somit für die Aufstiegsspiele zur ersten Liga. Hier musste man sich jedoch im Finale gegen den Uthai Thani FC geschlagen geben. Für die Customs schoss er in 37 Ligaspielen zehn Tore. Anfang September 2023 zog es ihn nach Indien. Hier nahm ihn der Erstligist Kerala Blasters FC unter Vertrag. Für das Fußball-Franchise aus Kochi bestritt er 21 Erstligaspiele. Hierbei schoss er drei Tore. Der indonesische Erstligist PSM Makassar nahm ihn am 1. Juli 2024 unter Vertrag.

### Nationalmannschaft
2013 spielte Sakai mit der japanischen U-17-Mannschaft bei der Weltmeisterschaft 2013 und erreichte dort das Achtelfinale. Auch mit der U-20-Auswahl qualifizierte er sich für die Weltmeisterschaft 2017 und kam in zwei Gruppenspielen zum Einsatz.

## Erfolge
Ōita Trinita
- Japanischer Drittligameister: 2016  ▲